# Jethro Pugh
Jethro Pugh Junior (* 3. Juli 1944 in Windsor, North Carolina; † 7. Januar 2015 in Dallas, Texas) war ein US-amerikanischer American-Football-Spieler. Er spielte 14 Jahre für die Dallas Cowboys in der National Football League (NFL) und gewann mit den Cowboys zweimal den Super Bowl.

## Spielerlaufbahn

### College
Jethro Pugh studierte nach seinem Schulabschluss an der Elizabeth City State University, für deren Footballteam, die Vikings, er College Football, sowohl in der Defense als auch in der Offense der Mannschaft, spielte. Das unterklassige Team war in der Central Intercollegiate Athletic Association angesiedelt. Aufgrund seiner sportlichen Leistungen wurde Pugh zweimal in die Auswahlmannschaft der Liga gewählt.

### NFL
Jethro Pugh wurde im NFL Draft 1965 von den Dallas Cowboys in der elften Runde an 145. Stelle ausgewählt. Zeitgleich boten ihm die Oakland Raiders aus der American Football League – einer Konkurrenzliga der NFL – einen Vertrag an. Pugh lehnte dieses Vertragsangebot ab und unterschrieb bei den von Tom Landry trainierten Dallas Cowboys, die ihm ein Jahressalär von 10.000 US-Dollar sowie ein Handgeld von 1.500 US-Dollar zusicherten.
Pugh wurde in seinen ersten beiden Spieljahren lediglich als Ersatzspieler auf der Position eines Defensive End eingesetzt. Unter Defensive Coordinator Ernie Stautner wechselte er schließlich auf die Position eines Defensive Tackle. Auf dieser Spielerposition konnte er sich durchsetzen. Zusammen mit weiteren Abwehrspielern der Cowboys, wie Bob Lilly, Chuck Howley, Lee Roy Jordan, Pat Toomay oder Mel Renfro entwickelte sich die Abwehr der Cowboys zu einem Bollwerk gegen die Angriffsreihen der gegnerischen Mannschaften und ging als Doomsday Defense in die Geschichte der NFL ein.
Im Jahr 1966 konnten die Cowboys mit Jethro Pugh erstmals in die Play-offs einziehen, im folgenden Jahr scheiterten sie am Einzug in den Super Bowl II, als sie im sogenannten Ice Bowl gegen die von Vince Lombardi trainierten Green Bay Packers mit 21:17 verloren.
Nach der Regular Season 1970 konnte Pugh dann mit den Cowboys nach einem 17:10-Sieg über die San Francisco 49ers im NFC Championship Game zum ersten Mal in den Super Bowl einziehen. Im Super Bowl V konnten sich aber die Baltimore Colts mit 16:13 durchsetzen.
Im folgenden Jahr übernahm Roger Staubach die Rolle des Starting-Quarterbacks bei der Mannschaft aus Dallas. Jethro Pugh und die Cowboys gewannen in diesem Jahr nach einem 14:3-Sieg über die San Francisco 49ers im NFC Championship Game den Super Bowl VI gegen die von Don Shula betreuten Miami Dolphins mit 24:3.
In der Spielzeit 1975 konnte Pugh dann zum dritten Mal in den Super Bowl einziehen. Seine Mannschaft konnte sich allerdings gegen die Pittsburgh Steelers, die von Chuck Noll betreut wurden, nicht durchsetzen und verlor im Super Bowl X knapp mit 21:17.
Zwei Jahre später gelang den Dallas Cowboys allerdings der zweite Super-Bowl-Sieg. Pugh zog mit seinem Team nach zwölf Siegen bei zwei Niederlagen in der Regular Season in das NFC Championship Game ein, wo die Minnesota Vikings bei ihrer 23:6-Niederlage chancenlos blieben. Diesem Spiel folgte ein 27:10-Sieg über die Denver Broncos, womit Pugh seinen zweiten Super Bowl gewinnen konnte.
Nach der Saison 1978 beendete Jethro Pugh seine Laufbahn bei den Cowboys. Im Jahr 1967 stellte er mit vier gesicherten Fumbles einen Ligajahresbestwert auf. Während seiner Laufbahn gelangen ihm 95,5 Sacks. Mit dieser inoffiziellen Zahl, Sacks wurden zu diesem Zeitpunkt von der NFL statistisch noch nicht erfasst, befindet er sich noch heute in den Rekordbüchern der Dallas Cowboys.

## Ehrungen
Jethro Pugh wurde einmal zum All Pro gewählt und ist Mitglied in der National Black College Alumni Hall of Fame, in der Central Intercollegiate Athletic Association Hall of Fame, in der North Carolina Sports Hall of Fame, in der Texas Black Sports Hall of Fame und in der Black College Football Hall of Fame, sowie in der Ruhmeshalle seines Colleges.

## Nach der Laufbahn
Der sozial engagierte Jethro Pugh wurde nach seiner Spielerkarriere ein erfolgreicher Geschäftsmann in Dallas. So betrieb er unter anderem mehrere Souvenirgeschäfte am Dallas-Fort Worth International Airport. Pugh starb eines natürlichen Todes und ist auf dem Restland Memorial Park in Dallas beerdigt.